# وربوواتس (سمدروو)
وربوواتس (به صربی: Vrbovac) یک منطقهٔ مسکونی در صربستان است که در اسمدرفو واقع شده‌است. وربوواتس ۱٬۱۰۸ نفر جمعیت دارد.